# Dzmitryj Klimowicz
Dzmitryj Klimowicz (biał. Дзмітрый Клімовіч, ros. Дмитрий Климович, Dmitrij Klimowicz; ur. 30 kwietnia 1972) – białoruski piłkarz, grający na pozycji obrońcy, reprezentant Białorusi.
W reprezentacji Białorusi wystąpił 1 raz. Występował w białoruskich zespołach takich jak: Dynama Mińsk, Dniapro Mohylew i Biełszyna Bobrujsk